# 卫戍大本营站
卫戍大本营車站（地铁站名：德語：；快铁站名：德語：，是一座法兰克福地铁和通勤鐵路车站，日客运量达到了18万人次，仅次于法兰克福火车总站。

## 站名来源
卫戍大本营站来自于附近的卫戍大本营。